# Шраер, Альфред Бенович
Альфре́д Бе́нович Шра́ер (по некоторым источникам Шра́йер) (8 мая 1922, Дрогобыч — 25 апреля 2015, Варшава) — музыкант, деятель польской культуры, участник украинско-польско-еврейского диалога.

## Биография
Коренной еврей из Дрогобыча.
Детство провёл в городке Негловице вблизи Ясло, где его отец, инженер-химик, работал на нефтезаводе. Его двоюродный брат, Юзеф Шраер, был математиком.
По возвращении в Дрогобыч осенью 1932 года поступил в гимназию им. Генрика Сенкевича, затем продолжил обучение в гимназии им. Владислава Ягайло, где его учителем рисования и труда был Бруно Шульц.
Ещё до войны, в 16 лет, Альфред начал выступать в родном городе у Зигфрида Бинштока, автора популярных польских танго, пел в польских эстрадных джаз-бандах и театрах-кабаре.
В годы Катастрофы погибла вся семья Шраера: отец, бабушка и брат — в газовой камере, мать и деда расстреляли. Сам он прошёл через ад концлагерей в Плашове, Гросс-Розене и Бухенвальде. В Тауха, недалеко от Лейпцига, Альфред работал на заводе, выпускающем фаустпатроны. Спасся чудом, отделившись во время «марша смерти» от колонны заключенных.
После войны Альфред Шраер вернулся в Дрогобыч.
В 1963 году окончил дирижёрский факультет Львовской консерватории, в 1968 году — Дрогобычский педагогический институт им. Ивана Франко.
Альфред Шраер был педагогом в Государственном музыкальном училище им. В. Барвинского в Дрогобыче. Создал польский детский хор «Возрождение».
В 2007 году был назван самой яркой звездой фестиваля во Львове «Музыкальный лев».
Всю свою жизнь Альфред Шраер хранил память о Бруно Шульце, пропагандировал наследие этого художника и писателя. Его воспоминания были использованы во многих публикациях и фильмах.
Незадолго до смерти переехал в Варшаву.
Скончался в Варшаве. Похоронен в родном городе рядом с женой Людмилой

## Семья
Дочь Лилиана и сын Игорь эмигрировали в Германию.

## Память
В 2011 году, ещё при жизни музыканта, в Вене состоялась презентация документальной ленты австрийского режиссёра Пауля Росди «Последний еврей из Дрогобыча» (Paul Rosdy, «Der lezte Jude aus Drohobych»).